# Bible de Wyclif

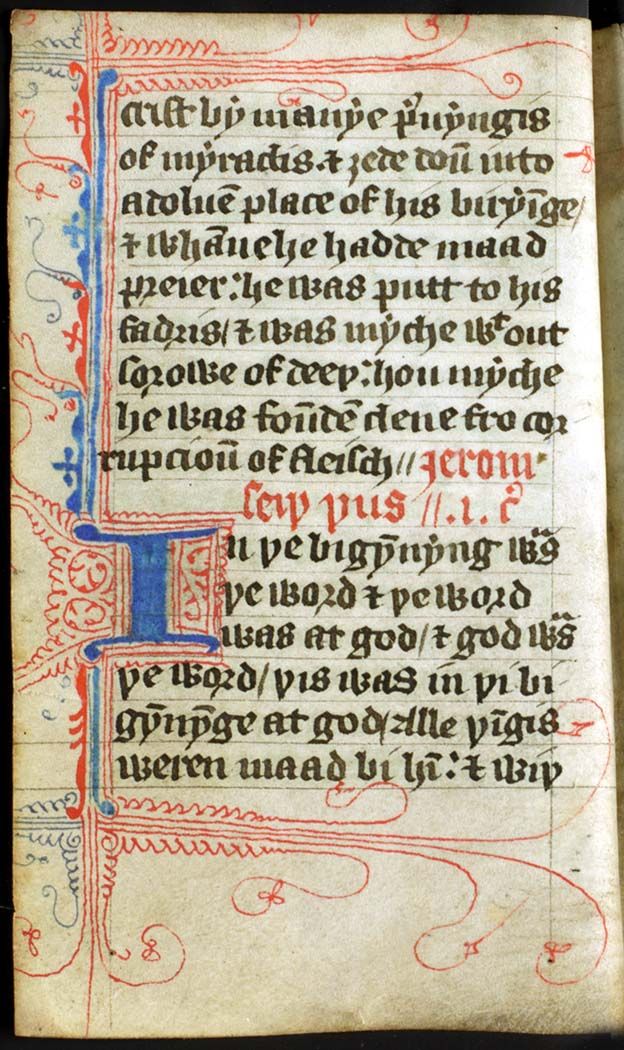
Début de l'Évangile de Jean dans une Bible de Wyclif du XIVe siècle.

La Bible de Wyclif est un ensemble de traductions de la Bible en moyen anglais faites sous la direction de John Wyclif, apparues approximativement entre 1382 et 1395. Ces traductions ont été la principale source d'inspiration et la principale cause du mouvement Lollard, un mouvement antérieur à la Réforme qui rejetait de nombreux enseignements de l'Église catholique. Bien que condamnées par l’Église catholique, elles ont continué à circuler et à être utilisées par les catholiques anglais, influençant même la Bible de Douai (ou Douay-Rheims), première traduction catholique de la Bible autorisée en anglais.
Plus de 250 manuscrits de la Bible de Wyclif ont été conservés. Un exemplaire a été vendu aux enchères le 5 décembre 2016 pour 1 692 500 dollars.

## Historique

### Contexte
Au début du Moyen Âge, la plupart des chrétiens occidentaux ne connaissaient la Bible que sous la forme de versions orales des Écritures, de versets et d'homélies en latin, ou bien de mystères (représentations théâtrales de récits bibliques, généralement jouées en langue vernaculaire), et au travers de l'iconographie religieuse. Bien que relativement peu de gens aient su lire à cette époque, l'idée de Wyclif était de traduire la Bible en langue vernaculaire, afin d' "aider les hommes chrétiens à étudier l'Évangile dans la langue dans laquelle ils connaissent le mieux la parole du Christ".
A cette époque, les gens entendaient surtout la Bible à l'église car ils ne savaient pas lire, et, même pour les lettrés, avant l'imprimerie, un gros livre comme la Bible aurait coûté très cher. Il est certain cependant que la Bible elle-même était familière même aux profanes au XIVe siècle et que tout le Nouveau Testament au moins pouvait être lu dans des traductions.

### Convictions de John Wyclif

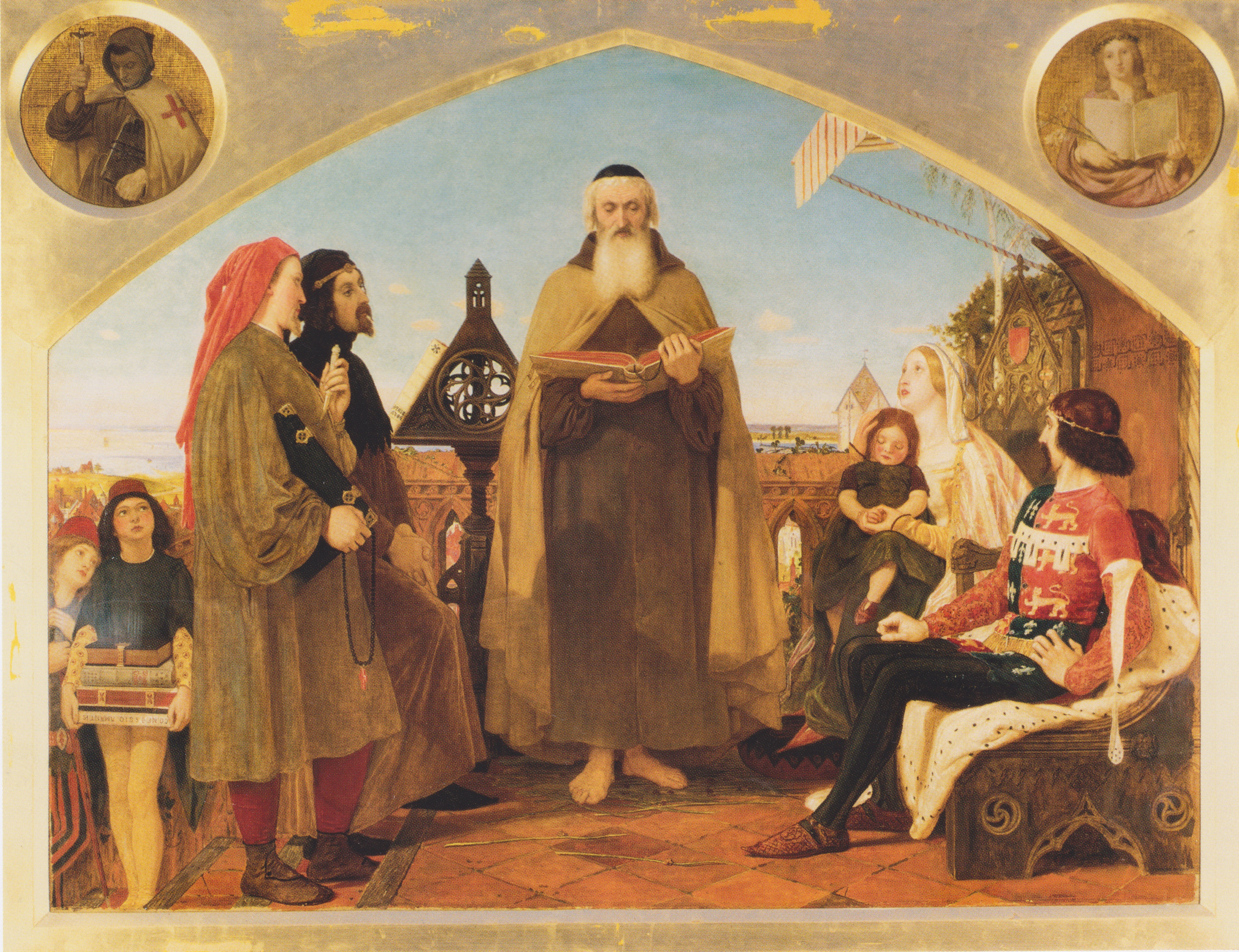
John Wycliffe lisant sa traduction de la Bible à Jean de Gand, qui est entouré de sa femme et de son enfant, ainsi que des poètes Geoffrey Chaucer et John Gower (vers 1859).

Les chercheurs pensent que Wyclif n'a sans doute pas traduit lui-même toute la Bible même si son nom a été associé à ces traductions dès le XVe siècle. Il en est l'auteur pour une part et surtout l'inspirateur. Il professait en particulier que chaque chrétien devait étudier la Bible. Aux opposants à la traduction, il répondait : « Le Christ et ses apôtres ont enseigné au peuple dans la langue qu'ils connaissaient le mieux. Pourquoi les hommes ne le feraient-ils pas maintenant ? » Pour avoir une relation personnelle avec Dieu, Wyclif croyait que cela devait être décrit dans la Bible. Wyclif croyait également qu'il était nécessaire de revenir à l'état primitif du Nouveau Testament afin de véritablement réformer l'Église et que, pour ce faire, il fallait être capable de lire la Bible et de comprendre cette époque.
À l'époque de Wyclif, les Bibles étaient aussi utilisées comme source de droit, dominant le droit civil et donnant un pouvoir extrême à l'église et aux chefs religieux qui connaissaient le latin. Le projet de Wyclif était donc subversif de ce point de vue[réf. nécessaire]. Tout en facilitant l'accès aux textes aux classes moyennes, les traductions de Wyclif n'atteignaient guère les pauvres car une Bible traduite coûtait quatre marcs et quarante pence[réf. nécessaire], c'est-à-dire plus du salaire annuel d'un ouvrier agricole.

### Traductions et versions
Longtemps attribuées au seul John Wyclif, les traductions de Wyclif sont maintenant considérées comme l'œuvre de plusieurs traducteurs. Nicolas de Hereford est connu pour avoir traduit une partie du texte. Le nom de John Purvey et plus hypothétiquement celui de John Trevisa ont aussi été mentionnés comme traducteurs possibles. Les traducteurs ont travaillé à partir de la Vulgate, la Bible latine qui était le texte biblique standard du christianisme occidental. Ils ont inclus dans leurs traductions des deux testaments les livres qui seront plus tard appelés les apocryphes par la plupart des protestants (et deutérocanoniques par les catholiques romains et certains anglicans), ainsi que le 3e Esdras (qui s'appelle maintenant le 2e Esdras) et l'épître de Paul aux Laodicéens.
Il existe deux versions de la Bible de Wyclif. La première, dite "antérieure" a été traduite du vivant de Wyclif, tandis que la deuxième, dite "ultérieure", est considérée comme l'œuvre de John Purvey. Il n'existe que très peu d'exemplaires de la première version car elle date d'avant l'imprimerie. C'est une traduction mot à mot de la Vulgate, ce qui rend souvent le texte obscur voire incompréhensible. Elle s'adressait aux ecclésiastiques les moins savants et aux laïcs, qui pouvaient éventuellement se reporter au latin. La seconde version est un peu améliorée au plan de la langue, et s'adressait à tous les lettrés.

### Diffusion
Bien que non autorisé par l’Église, ces textes ont été très largement diffusés et sont devenus la littérature manuscrite la plus répandue en moyen anglais. Malgré leur condamnation en 1408 et leur interdiction en 1409 (voir ci-après), les manuscrits de la Bible de Wyclif ont continué à circuler librement dans le clergé comme chez les laïcs. Comme le texte traduit dans les différentes versions de la Bible de Wyclif était la Vulgate latine, les autorités ecclésiastiques ne pouvaient pas identifier facilement la version interdite et, par la suite, de nombreux commentateurs catholiques des XVe et XVIe siècles (dont Thomas More) ont pris ces Bibles anglaises manuscrites pour une traduction orthodoxe antérieure anonyme et ils les ont largement utilisées. Cependant, certaines versions wycliffites de la Bible étaient parfois repérées et condamnées comme telles par l'Église catholique parce qu'une préface wycliffite avait été ajoutée à une traduction orthodoxe. Les Bibles de Wyclif, lorsqu'elles sont datées, se réclament toujours d'avant la date de l'interdiction (1409).

### Réaction de l'Église et répression
À cette époque, la révolte des paysans battait son plein en Angleterre et le peuple se rebellait en masse contre les mesures injustes du Parlement anglais qui favorisaient les classes les plus riches. L'archevêque de Cantorbéry Guillaume Courtenay réussit à retourner à la fois l’Église et le Parlement contre Wyclif en prétendant que ses écrits et son influence alimentaient la révolte. (C'était en fait un autre prêtre, John Ball, qui était impliqué dans la révolte. Il avait simplement cité Wycliffe dans l'un de ses discours.) La colère de l'Église et du Parlement envers "l'hérésie" de Wyclif les a conduits à réunir le Synode de Blackfriars afin d'exclure Wyclif d'Oxford. Bien que ce synode ait été initialement retardé par un tremblement de terre qui, selon Wycliffe lui-même, symbolisait « le jugement de Dieu », il s'est finalement réuni et a condamné les écrits de Wycliffe (bibliques et autres) pour hérésie, aboutissant finalement à la décision du roi Richard II d'expulser Wycliffe d'Oxford et d'emprisonner tous ceux qui prêchaient ou écrivaient contre le catholicisme.
Dans les premières années du XVe siècle, Henri IV (dans son édit De haeretico comburendo), l'archevêque Thomas Arundel et Henry Knighton ont publié des critiques et promulgué certaines des lois de censure religieuse les plus sévères d'Europe à cette époque. Même vingt ans après la mort de Wyclif, lors de la convocation d'Oxford de 1408, il fut solennellement voté qu'aucune nouvelle traduction de la Bible ne pourrait plus être faite sans approbation préalable.

## Condamnation par le Concile de Constance
Le 4 mai 1415, donc après la mort de Wyclif, le Concile de Constance le déclara hérétique et l'excommunia. Il fut décrété que ses livres seraient brûlés et ses restes exhumés. En 1428, sur ordre du pape Martin V, les restes de Wyclif furent déterrés, brûlés et les cendres jetées dans la rivière Swift, qui traverse Lutterworth. Il s'agit de la plus définitive de toutes les attaques posthumes contre John Wyclif, mais des tentatives précédentes avaient été faites avant le concile de Constance. Le statut anti-Wycliffite de 1401 avait étendu la persécution aux partisans de Wyclif. Les « Constitutions d'Oxford » de 1408 visaient à rétablir l'autorité de l’Église dans toutes les questions ecclésiastiques, désignant spécifiquement John Wyclif dans une interdiction de certains écrits, et notant que la traduction des Écritures en anglais par des laïcs sans autorisation est un crime passible de la qualification d'hérésie.

## Qualités littéraires

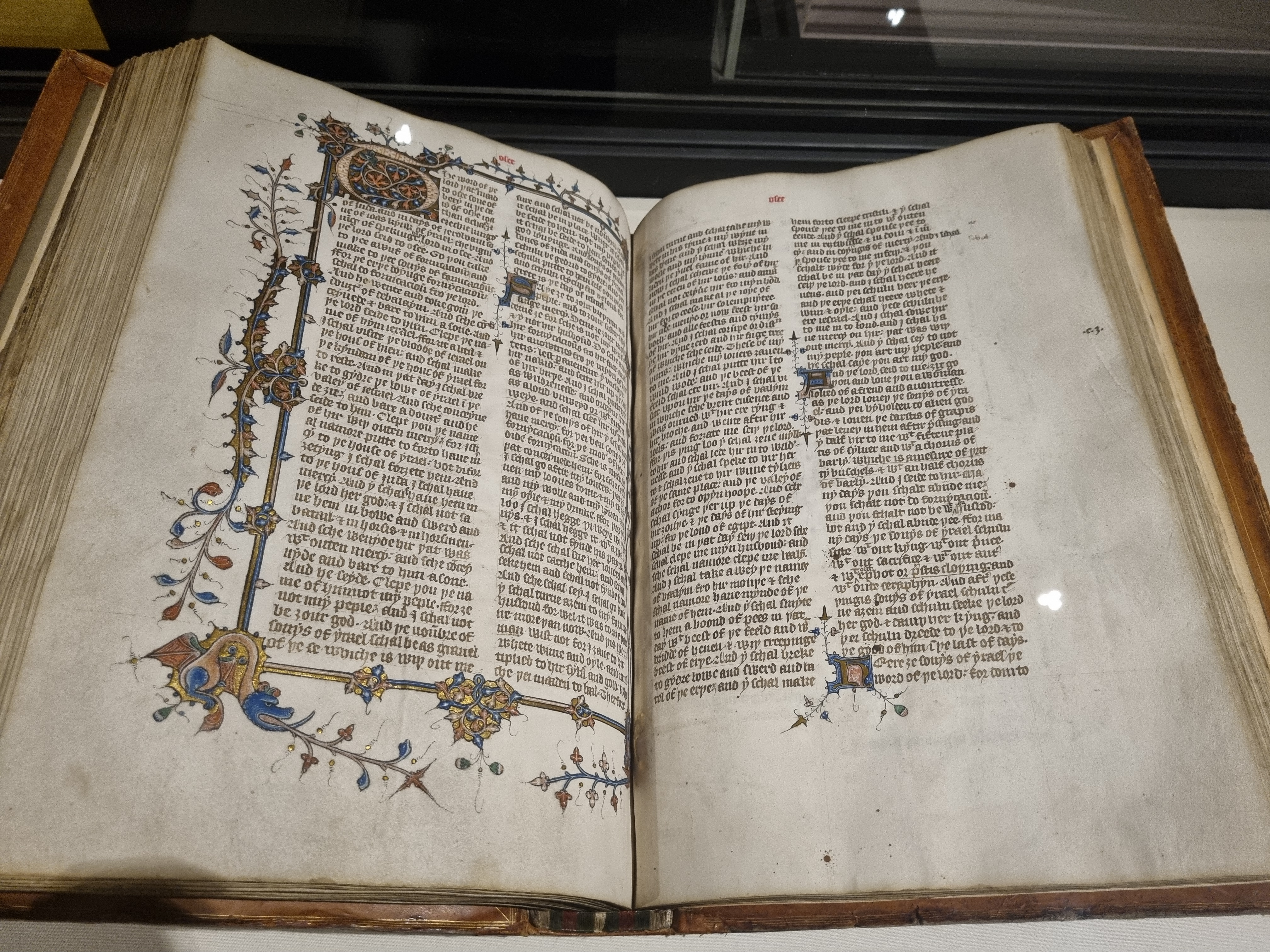
La Bible de Wyclif à la British Library.

Les Bibles de Wyclif se répartissent en deux grandes familles textuelles, une version antérieure et une version ultérieure. Les deux versions sont viciées par un respect servile de l'ordre des mots et de la syntaxe des originaux latins, même si les versions ultérieures semblent avoir un peu tenu compte de l'anglais idiomatique. Une grande variété de dialectes du moyen anglais sont représentés. Le deuxième groupe de textes révisés est beaucoup plus important que le premier. Certains manuscrits contiennent un assemblage de textes tirés des deux versions. Cela suggère que la première version pouvait avoir été conçue comme un brouillon qui devait être refondu dans l'anglais un peu amélioré de la deuxième version. Malgré cela, la version ultérieure contient encore de nombreuses maladresses stylistiques, comme dans ce verset de Genèse 1:3 :
- Vulgate : " Dixitque Deus fiat lux et facta est lux "
- Bible Wyclif antérieure : " And God seide, Be maad liȝt; and maad is liȝt "
- Bible Wyclif ultérieure : " And God seide, Liȝt be maad; and liȝt was maad "
- Douay–Reims : " And God said: Be light made. And light was made. "
- King James : " And God said, Let there be light: and there was light. "
- Pour mémoire, Bible Segond : " Dieu dit: Que la lumière soit! Et la lumière fut. "

Le verset familier de Jean 3:16 est rendu dans la version ultérieure de Wycliffe comme suit :
- Vulgate : " sic enim dilexit Deus mundum ut Filium suum unigenitum daret ut omnis qui credit in eum non pereat sed habeat vitam aeternam "
- Bible Wycliffe ultérieure : " For God louede so the world, that he ȝaf his oon bigetun sone, that ech man that bileueth in him perische not, but haue euerlastynge lijf. "
- King James : "For God so loved the world, that he gave his only begotten Son, that whosoever believeth in him should not perish, but have everlasting life."
- Pour mémoire, Bible Segond : "Car Dieu a tant aimé le monde qu'il a donné son Fils unique, afin que quiconque croit en lui ne périsse point, mais qu'il ait la vie éternelle."

La dernière version révisée de la Bible de Wyclif a été publiée dix à douze ans après la mort de Wyclif. Cette version est l'oeuvre de John Purvey, qui a travaillé avec diligence sur la traduction de la Bible de Wyclif, comme on peut le voir dans le prologue général, où Purvey explique la méthodologie de traduction des écritures saintes. Il décrit quatre règles que tous les traducteurs doivent respecter :
« Tout d'abord, le traducteur doit être sûr du texte qu'il traduit. Il le fait en comparant de nombreuses copies anciennes de la bible latine pour s'assurer de l'authenticité du texte. Deuxièmement, le traducteur doit étudier le texte afin d'en comprendre le sens. Purvey explique que l'on ne peut pas traduire un texte sans avoir une bonne compréhension de ce qui est lu. Troisièmement, le traducteur doit consulter la grammaire, la diction et les ouvrages de référence pour comprendre les mots rares et peu familiers. Quatrièmement, une fois que le traducteur a compris le texte, la traduction commence en ne donnant pas une interprétation littérale mais en exprimant le sens du texte dans la langue réceptrice (l'anglais), en traduisant non seulement le mot mais aussi la phrase. »

## Influence sur les Bibles anglaises ultérieures
Bien que la Bible de Wycliffe ait largement circulé à la fin du Moyen Âge, elle a eu très peu d'influence sur les premières traductions bibliques anglaises de l'ère de la Réforme telles que celles de William Tyndale (Bible Tyndale) et de Miles Coverdale (Great Bible), car elle avait été traduite de la Vulgate latine plutôt que des originaux grec et hébreu.
Par conséquent, elle a généralement été ignorée par les biblistes protestants anglais ultérieurs. Cependant, en raison de l'utilisation courante de manuscrits de la Bible de Wyclif comme œuvres d'un traducteur catholique inconnu, cette version a continué à circuler parmi les catholiques anglais du XVIe siècle, et bon nombre de ses choix de traductions de la Vulgate en anglais ont été adoptées par les traducteurs du Nouveau Testament Douay-Rheims (voir ci-dessus l'exemple du verset Gn 1,3).

## La Bible de Wyclif imprimée
La première édition imprimée, du Nouveau Testament uniquement, a été réalisée par John Lewis en 1731.
En 1850, Forshall et Madden ont publié une édition critique en quatre volumes de la Bible de Wyclif contenant le texte des versions antérieure et ultérieure dans des colonnes parallèles,. Cette édition conserve la lettre yogh (ʒ) mais remplace l'épine (þ) par le digraphe th.

## Dans la culture populaire
- Jorge Luis Borges mentionne la Bible de Wycliffe dans sa nouvelle " The Book of Sand ", où il l'appelle la " Black-letter Wyclif ", en référence aux caractères dits en anglais Blackletter (c'est-à-dire gothique) utilisés par la Bible Wyclif[10].